# True Grit (película de 2010)
True Grit, conocida como Valor de ley en España y Temple de acero en Hispanoamérica, es una película western estadounidense de 2010 escrita, dirigida, producida y editada por los hermanos Coen. Es la segunda adaptación de la novela del mismo nombre escrita en 1968 por Charles Portis, que fue adaptada al cine por primera vez en 1969, con John Wayne como protagonista. Esta versión está protagonizada por Hailee Steinfeld como Mattie Ross y Jeff Bridges como el alguacil Reuben J. «Rooster» Cogburn, junto a Matt Damon, Josh Brolin y Barry Pepper. 
Mattie Ross, una enérgica chica de catorce años, contrata a Cogburn, un alguacil alcohólico de gatillo fácil, después de que un forajido llamado Tom Chaney (Brolin) asesine a su padre. El dúo es acompañado en su expedición por un Ranger de Texas llamado LaBoeuf (Damon), quien ha estado siguiendo a Chaney por el asesinato de un senador estatal. A lo largo de una peligrosa aventura, el valor de cada personaje es puesto a prueba de diferentes formas.
El rodaje comenzó en marzo de 2010 y finalizó en abril de ese mismo año. La película se estrenó en Estados Unidos el 22 de diciembre de 2010 y abrió el Festival Internacional de Cine de Berlín el 10 de febrero de 2011. Los críticos la recibieron de forma positiva, alcanzando un 96 % de calificación en Rotten Tomatoes. Recibió diez nominaciones a los Premios Oscar, incluyendo mejor película, mejor director, mejor guion adaptado, mejor actor (Bridges), mejor actriz de reparto (Steinfeld) y mejor fotografía (Roger Deakins). Sin embargo, no ganó en ninguna de las categorías.

## Argumento
Mattie Ross (Hailee Steinfeld), la narradora y protagonista, explica que su padre fue asesinado por uno de sus jornaleros, Tom Chaney (Josh Brolin), cuando ella era una joven de catorce años. Cuando recoge el cuerpo de su padre en Fort Smith (Arkansas), Mattie consulta al sheriff local sobre Chaney y este le informa que ha huido junto a "Lucky" Ned Pepper (Barry Pepper) y su banda al Territorio indio, donde el sheriff no tiene autoridad, así que indaga sobre la contratación de un alguacil. El sheriff le recomienda tres, y Mattie decide contratar a "Rooster" Cogburn (Jeff Bridges). En un principio, Cogburn rechaza la oferta, pensando que ella no tiene el dinero para contratarlo. Mattie consigue el dinero regateando con el coronel Stonehill (Dakin Matthews), quien había hecho negocios con su padre.
Mientras tanto, el Ranger de Texas LaBoeuf (Matt Damon) llega al pueblo tras la pista de Chaney, quien es acusado por el asesinato de un senador estatal de Texas. LaBoeuf propone unirse a Cogburn, quien conoce el terreno Choctaw donde Chaney se esconde, pero Mattie rechaza su oferta, porque desea que Chaney sea ahorcado en Arkansas por el asesinato de su padre y no en Texas por matar a un senador. Mattie además insiste en viajar con Cogburn para buscar a Chaney. Más tarde, Cogburn se va sin ella, acompañado de LaBoeuf para capturar a Chaney y dividir el dinero de la recompensa.
Después de ser detenida en el ferry que transporta a Cogburn y LaBoeuf, Mattie cruza el río a caballo. LaBoeuf expresa su disgusto por el reclamo quejoso de Mattie, azotándola con una vara, pero Cogburn finalmente lo detiene. Después de una disputa sobre su servicio a los Estados Confederados de América —Cogburn sirvió a los Jinetes de Quantrill y LaBoeuf a Edmund Kirby Smith— Cogburn termina abandona el trato y LaBoeuf se marcha para buscar a Chaney por su cuenta. En busca de refugio, Cogburn y Mattie se encuentran a un médico en el sendero que los dirige hacia una choza deshabitada. Allí encuentran a dos forajidos, Quincey (Paul Rae) y Moon (Domhnall Gleeson). Cuando Moon es interrogado por Cogburn, su compañero Quincey lo apuñala fatalmente para evitar que los delate. Cogburn reacciona de inmediato y le dispara a Quincey, eliminando así la amenaza. Antes de morir, Moon confiesa que Pepper y sus secuaces regresarán más tarde esa misma noche.
Justo antes de que la cuadrilla de Pepper se presente, LaBoeuf llega al refugio y es capturado. Cogburn, oculto en la colina con Mattie, dispara y mata a dos miembros de la banda y hiere accidentalmente a LaBoeuf, pero Pepper escapa. Al día siguiente Cogburn, embriagado, tiene una discusión con LaBoeuf, quien se retira una vez más. Mientras recoge agua de un arroyo cercano, Mattie encuentra a Chaney. Ella le dispara, pero él sobrevive y se la entrega a Ned Pepper, quien obliga a Cogburn a dejarlos escapar, amenazándolo con matar a la joven rehén. Por falta de caballos, Ned deja a Mattie con Chaney, le ordena que no la lastime o no le pagara después de que llegue su remontaje.
Una vez solo, Chaney desobedece a Ned e intenta apuñalar a Mattie, pero LaBoeuf aparece y golpea a Chaney, dejándolo inconsciente. LaBoeuf le explica que ha ideado un plan junto a Cogburn. Desde un acantilado observan como Cogburn enfrenta a los miembros restantes de la banda de Ned; Cogburn mata a dos miembros de la banda y hiere a Ned, pero su caballo recibe un disparo y cae sobre una de sus piernas. Antes de que Pepper pueda matar a Cogburn, LaBoeuf dispara y mata a Pepper a unos 360 metros de distancia. Recuperado del golpe, Chaney ataca sorpresivamente a LaBoeuf con una roca. Mattie se apodera del rifle de LaBoeuf y le dispara a Chaney en el pecho. El impulso del disparo del rifle le hace retroceder sin control, cayendo al fondo de un pozo que contiene serpientes de cascabel. En un intento por escapar, Mattie recibe una mordida antes de que Cogburn llegue a rescatarla. Cogburn cabalga día y noche para trasladar a Mattie al doctor, la lleva a pie después de que hacer cabalgar su caballo hasta reventarlo. Desfalleciendo él también, logra acercarse a un puesto comercial, donde pide ayuda. 
Veinticinco años después, en 1903, Mattie (Elizabeth Marvel) —quien perdió un brazo, amputado por causa de la gangrena provocada por la mordedura de la serpiente— recibe una carta de Cogburn invitándola a reunirse con él en el show Wild West donde él realiza un acto de exhibición. Cuando finalmente llega, se le informa que Cogburn murió justo tres días antes, por lo que decide llevarse el ataúd con el cuerpo a su cementerio familiar. Sobre la tumba de Cogburn, reflexiona sobre su vida, revelando que nunca se casó. También menciona que nunca volvió a ver a LaBoeuf, aunque le gustaría, comentando que "el tiempo se nos escapa".

## Reparto
- Jeff Bridges - Alguacil Reuben J. "Rooster" Cogburn
- Matt Damon - Ranger de Texas LaBoeuf
- Josh Brolin - Tom Chaney
- Hailee Steinfeld - Mattie Ross
- Barry Pepper - Ned "Lucky" Pepper
- Domhnall Gleeson - Moon
- Ed Corbin - Bear Man (Dr. Forrester)
- Paul Rae - Emmett Quincy
- Nicholas Sadler - Sullivan
- Bruce Green - Harold Parmalee
- Joe Stevens - Abogado Goudy
- Dakin Matthews - Coronel Stonehill
- James Brolin - Frank James (sin acreditar)
- J.K. Simmons - Lawyer J. Noble Daggett (voz, sin acreditar)

## Adaptación y producción
Los hermanos Coen comenzaron a pensar en la idea de adaptar la novela mientras trabajaban en No Country for Old Men. En febrero de 2008 se conocieron los primeros rumores sobre el proyecto, sin embargo la película no fue confirmada hasta marzo de 2009.
Antes del rodaje, en octubre de 2009, Ethan Coen declaró que la película sería una adaptación más fiel de la novela que la versión de 1969.

En parte es una cuestión de puntos de vista. El libro en su totalidad sigue el punto de vista de la niña de catorce años. Eso en cierto modo nos da una impresión. Creo que el libro es mucho más gracioso que la película [1969], creo que, desafortunadamente, se perdió mucho del humor tanto en las situaciones como en el punto de vista de la protagonista. Además termina de forma diferente a cómo lo hizo la película. Ves el personaje principal —la chica— veinticinco años después cuando es un adulto. Otra pequeña diferencia con la película —y quizá es simplemente por la época en que fue realizada— es que el libro es mucho más duro y más violento que lo que se refleja en la pantalla. Es en parte lo interesante del proyecto.

Mattie Ross "es molesta", dijo Ethan Coen en una entrevista en 2010, "pero hay algo profundamente admirable en ella en el libro que nos atrajo", incluyendo la ética presbiteriana-protestante tan fuerte en una chica de catorce años. Joel Coen dijo que no querían "arruinar" algo que consideraban "una historia y unos personajes muy cautivadores". El productor de la cinta, Scott Rudin, afirmó que los Coen habían tomado una posición "formal" y "reverente" hacia el género western, haciendo énfasis en la aventura y la búsqueda. "El dialecto de los personajes, el amor hacia el lenguaje que impregna toda la película, la hacen en gran medida parte de sus otras películas, pero es la menos irónica en varios sentidos", comentó.
Sin embargo, hay formas sutiles en que la adaptación se diferencia de la novela original. Esto se hace particularmente evidente en la escena de la negociación entre Mattie y el director de la funeraria. En la película, Mattie regatea el ataúd y pasa la noche entre los cuerpos para no pagar la casa de huéspedes. Esa escena no existe en la novela, donde Mattie se niega a negociar con respecto al cuerpo de su padre y nunca considera dormir entre los cadáveres.
En noviembre de 2009 se abrieron sesiones de casting en Texas para el papel de Mattie Ross. Al mes siguiente, Paramount Pictures anunció que buscaban una chica de entre doce y dieciséis años de edad, describiendo el personaje como "una joven mujer simple y dura como un clavo" cuyos "inusuales nervios de acero y francos modales son a menudo sorprendentes". Steinfeld, en ese entonces de trece años de edad, fue seleccionada para el rol de entre 15 000 aspirantes. "Fue, como te puedes imaginar, la causa de un montón de ansiedad", comentó Ethan Coen a The New York Times. "Eramos conscientes de que si la chica no funcionaba, no habría película".
Para la parte final del filme, se necesitó un doble con un solo brazo para Elizabeth Marvel —quien interpretó a Mattie de adulta—. Tras un llamado a nivel nacional, los hermanos Coen eligieron a Ruth Morris, una trabajadora social y estudiante de veintinueve años que nació sin antebrazo izquierdo. Morris aparece más tiempo en pantalla que Marvel.
La película fue filmada en el área de Santa Fe en Nuevo México, entre marzo y abril de 2010, y también en Granger y Austin, Texas.
True Grit fue la primera película de los Coen desde Intolerable Cruelty (2003) que recibió una clasificación de PG-13, debido a "algunas muestras de intensa violencia e imágenes fuertes".

## Recepción

### Taquilla
| Estreno                                                                         | Recaudación  | Recaudación     | Recaudación | Posición en la taquilla          | Posición en la taquilla   | Presupuesto | Referencias |
| Norteamérica                                                                    | Norteamérica | Resto del mundo | Total       | Todos los tiempos Estados Unidos | Todos los tiempos mundial | Presupuesto | Referencias |
| ------------------------------------------------------------------------------- | ------------ | --------------- | ----------- | -------------------------------- | ------------------------- | ----------- | ----------- |
| 22 de diciembre de 2010                                                         | 171 050 328  | 79 880 786      | 250 931 114 | Nº 168                           | Nº 327                    | 38 000      | [ 14 ]      |
| Las cifras de presupuesto y recaudación se expresan en dólares estadounidenses. |              |                 |             |                                  |                           |             |             |

En el fin de semana de vacaciones posterior a su estreno norteamericano del 22 de diciembre, True Grit recaudó 25,6 millones de dólares en la taquilla, el doble de lo que indicaban la predicciones antes de su estreno. Ya en su segundo fin de semana, finalizado el 2 de enero, la película había recaudado 87,1 millones en Estados Unidos, transformándose en el filme más taquillero de los hermanos Coen, superando a No Country for Old Men, que había alcanzado los 74,3 millones. True Grit fue la única cinta convencional de la temporada de vacaciones de 2010 en exceder los ingresos esperados por sus productores. Basándose en esos resultados, The Los Angeles Times predijo que la película posiblemente se transformaría en el segundo western más taquillero de todos los tiempos —descontando la inflación—, superada solo por Dances with Wolves. El 31 de diciembre de 2010 llegó al número uno en la taquilla y al día siguiente ocupó el segundo lugar; se mantuvo en el primer lugar hasta el 14 de enero y luego llegó al tercer lugar después de The Green Hornet y The Dilemma. Fue proyectada en los cines hasta el 28 de abril de 2011. Recaudó unos 15 millones de dólares adicionales, durante un mes generalmente bajo en concurrencia, alcanzando los 110 millones. Según Box Office Mojo, True Grit recaudó más de 170 millones solo en Estados Unidos y 250 millones en total hasta julio de 2011.
Tanto los Coen como Rob Moore, el vicepresidente de Paramount, atribuyeron el éxito de la película en parte a su "suave" clasificación PG-13, atípica para una película de los hermanos Coen, que ayudó a ampliar el rango de público. Paramount anticipó que el filme sería popular entre el público adulto —quienes constituyen gran parte de los seguidores de los Coen— y también entre los aficionados del género western. Pero True Grit además atrajo a las familias: padres, abuelos y adolescentes. Geográficamente, la cinta tuvo su mayor éxito en Los Ángeles y Nueva York, pero dentro de los primeros veinte lugares también se incluyeron Oklahoma City; Plano, Texas; y Olathe, Kansas.

### Crítica
True Grit recibió críticas positivas. Roger Ebert la calificó con 3,5 estrellas sobre cuatro y escribió: "Lo que me impresiona es que describo la trama y la película como si fuese simplemente, aunque admirablemente, un buen western. Eso para mí es una sorpresa, porque es una película de los hermanos Coen y es el primer intento de género convencional en su carrera. Es encantador. Su destreza es maravillosa", y además afirmó que "la fotografía de Roger Deakins nos recuerda la gloria que fue, y que todavía puede ser, el western".
Kenneth Turan, crítico de The Los Angeles Times, le dio a la película cuatro estrellas sobre cinco y escribió: "Los Coen, sin tener fama de suavizar nada, han recuperado la conclusión cruda y elegíaca original y como escritores-directores han logrado una versión que comparte situaciones con la primera película pero se acerca más al tono del libro... Claramente reconociendo un alma gemela en Portis, compartiendo su amor por los personajes excéntricos y el lenguaje extraño, trabajaron duro y exitosamente en favor de la alegre novela al mismo tiempo que fueron fieles a su propio espíritu de humor negro".
En su reseña para el periódico Star Tribune Colin Covert escribió: "Los Coen bajan su excentricidad y entregan su primera película de género complaciente con el público realizada de forma clásica. Los resultados son magistrales". Richard Corliss de Time calificó la actuación de Hailee Steinfeld como una de las diez mejores actuaciones del cine en 2010 y comentó: "Dice sus rimbombantes diálogos como si se tratase de el más fácil dialecto coloquial, le sostiene la mirada a los tipos malos, gana corazones. Eso es verdadero talento".
Rex Reed de The New York Observer criticó el ritmo de la película, refiriéndose a algunas partes del argumento como "meras distracciones para desviar la atención del hecho de que no está pasando nada en otra parte". Reed consideró que el personaje de Damon fue "totalmente" inapropiado para él y la actuación de Bridges le resultó balbuceada, torpe y autocomplaciente. Entertainment Weekly le dio al filme un B+ y afirmó que es "más verdadera que la de John Wayne y menos cruda que el libro, esta True Grit es lo suficientemente gustosa como para dejar a los amantes del cine con ganas del condimento faltante".
La reseña de la Conferencia de los Obispos Católicos de los Estados Unidos se refirió a la película como "excepcionalmente buena" y comentó: "En medio de sus personajes arquetípicos, atmósfera mística y amenos diálogos idiosincraticos, el cautivador drama de los escritores-directores Joel e Ethan Coen utiliza el sensible punto de vista de su heroína —como también un número importante de referencias bíblicas y religiosas— para reflejar de manera seria la violenta resaca del Lejano Oeste".
Según Rotten Tomatoes el 96 % de los críticos le dio una calificación positiva, basado en 262 reseñas, con un puntaje promedio de 8,4 sobre 10; la opinión general del sitio indicó: "Rodeada de buenas actuaciones de Jeff Bridges, Matt Damon y la recién llegada Hailee Steinfeld, y levantada por uno de los trabajos mejor afinados y sinceros de los Coen, True Grit es una digna compañera del libro de Charles Portis". Metacritic le dio un puntaje de 80 sobre 100 basado en 41 reseñas de los críticos más populares, catalogándola como una película de "reseñas generalmente favorables".